# 走出西柏坡
《走出西柏坡》（英語：Out of the Xibaipo），2001年上映于中国大陆的剧情片，导演李歇浦、梁山，编剧任仲伦、汪天云、康丽雯、李平分，主演陈大伟、孙海英、古月、刘文治、孙清。该片是中国共产党建党80周年献礼片。

## 剧情
该片讲述1948年冬季至1949年“耿涛”治理解放后的天津市，稳定民生、恢复生产的故事。

## 演出
| 演员   | 角色   | 备注                                                 |
| 陈大伟 | 耿涛   | 毛泽东的警卫排长。                                   |
| 孙海英 | 马保山 | 攻城突击营营长。中国人民解放军驻天津市煤矿的军代表。 |
| 古月   | 毛泽东 | [ 2 ]                                                |
| 孙清   | 纪小兰 |                                                      |
| 刘文治 | 宋学仁 |                                                      |
| 孔祥玉 | 周恩来 |                                                      |
| 郭法增 | 刘少奇 |                                                      |
| 王伍福 | 朱德   |                                                      |

## 制作
“冰河捞零件”的场景在黑龙江省哈尔滨市拍摄，水下拍摄在上海打捞局一个废弃游泳池取景。

## 评价
豆瓣评分5.5分。

## 奖项
| 日期 | 奖项                 | 分类             | 被提名者       | 结果 | 备注  |
| ---- | -------------------- | ---------------- | -------------- | ---- | ----- |
| 2001 | 第21届中国电影金鸡奖 | 金鸡奖最佳男配角 | 孙海英         | 提名 | [ 4 ] |
| 2001 | 第9届五个一工程奖    |                  | 《走出西柏坡》 | 提名 |       |

## 外部连接
- 豆瓣电影上《走出西柏坡》的資料 （简体中文）
- 时光网上《走出西柏坡》的資料（简体中文）
- 互联网电影数据库（IMDb）上《走出西柏坡》的资料（英文）